# ARM-657 Mamboretá
La ARM-657 Mamboretá es una cohetera de origen argentino, porta 6 cohetes Áspid de 57mm cada una. Es utilizada en los aviones IA-58 Pucará, Embraer 312 Tucano, IA-63 Pampa, A-4AR Fightinghawk y los helicópteros Hughes 500 de la Fuerza Aérea Argentina, se preveía también su utilización por parte de los UH-1H Huey II y el CH-14 Aguilucho del Ejército Argentino.
Se trata de un diseño compartido entre, el Dto Ingeniería de la entonces Fábrica de Armamentos, dependencia del Área de Material Córdoba -FAA- y el taller metalúrgico Roberto Sniechowski - Metalúrgica Silvero.
Para el año 1979 y hasta 1988 instalado en su propio taller (trasladado de Misiones a Córdoba) desarrolló (en conjunto con los diseños del Dto Ingenieria) y produjo para la Fuerza Aérea Argentina el sistema de aletas plegables que llevarían los cohetes Aspid de 57 mm, toberas a la cual se adosó un sistema, diseñado por el Dto Ingeniería, que permite su autorrotación para favorecer su precisión y alcance. Para la portación y lanzamiento del cohete Aspid, se desarrolló y luego de su homologación, se fabricaron las coheteras “Mamboretá” de 6 tubos denominadas modelos A – B para diferenciar con o sin Intervalómetro. Dado su reducido tamaño y dimensiones como los cohetes que porta permiten un peso cargado de no más de 50 Kg.
Es en el año 1982 cuando Fabricaciones Militares solicita el desarrollo de una cohetera que pudiese disparar el cohete Pampero de 105 mm para artillar aeronaves que participaban en la guerra de Malvinas. Esta sería luego la cohetera Yaguareté, que en el año 1988/1989 y de motu proprio, Sniechowski propone al Ejército Argentino en su versión liviana, la Yaguareté III, de las cuales se adquieren cuatro en el año 1992 y que estuvieron en servicio hasta el 2014. Recién entre 2013 y 2014 se entregan otras seis coheteras Yaguareté III.
A decir verdad, no solo Sniechowski lleva las coheteras al Ejército Argentino por iniciativa propia, sino que toda la investigación y el desarrollo implicados en estos sistemas fueron realizados con recursos propios, sin solicitar apoyo financiero al Estado Argentino. El acuerdo verbal entre las partes comprometía al potencial cliente, que en caso de ser aceptado el producto, se obtendrían los derechos de fabricación.
El lector atento apuntará que, por veintiún años, el ejército sólo contó con cuatro coheteras de este tipo. Tal es su rendimiento y fiabilidad.
Esto se debe al concepto que se ha aplicado en el desarrollo de estos sistemas. Se pensaron y diseñaron para que puedan ser completamente desarmables para el intercambio de sus partes dañadas y facilitar un mantenimiento rápido y económico. Aunque en general este tipo de contenedor se descarta, nuestro país no sostiene hipótesis de conflictos bélicos. A raíz de esto se priorizó el enfoque de uso permanente para el entrenamiento sostenido de los pilotos.
Las coheteras Mamboretá y Yaguareté II fueron exportadas a la República de Bolivia y Guatemala (solo Mamboretá) para ser utilizadas en su fuerza aérea en el año 1985.
Su función principal es cumplir misiones de apoyo aéreo cercano y contrainsurgencia.